# Беркман, Александр
Александр Беркман (настоящее имя — Овсе́й О́сипович Бе́ркман ; 21 ноября 1870, Вильна — 28 июня 1936, Ницца) — российский, американский публицист, редактор и антивоенный активист, одна из крупнейших фигур интернационального анархического движения конца XIX — начала XX веков. Известен политической активностью и писательской деятельностью. Участвовал в анархическом движении США, России, Германии и Франции.
Беркман родился в Вильнюсе и иммигрировал в США в восемнадцатилетнем возрасте в 1888 году. Жил в Нью-Йорке, где и был вовлечён в анархическое движение, попав под влияние Иоганна Моста. Был влюблён в анархистку Эмму Гольдман и был ей другом всю жизнь. В 1892 году Беркман попытался убить бизнесмена Генри Клея Фрика в целях пропаганды своей деятельности. Хотя Фрик выжил в результате покушения, Беркман отсидел 14 лет в тюрьме. Его тюремный опыт является основой первой книги «Тюремные воспоминания анархиста».
После выхода из тюрьмы Беркман был редактором анархического журнала Гольдман «Мать Земля» и создал свой собственный журнал «Взрыв». В 1917 году Гольдман и Беркман были приговорены к двум годам тюрьмы за антивоенную деятельность. После освобождения были арестованы — вместе с сотнями других людей — и депортированы в Россию. Первоначально благосклонный к большевистской революции, Беркман быстро высказал свою оппозицию советскому насилию и репрессиям. В 1925 году он опубликовал книгу, основанную на его опытах, «Большевистский миф».
Пока Беркман жил во Франции, он продолжал работать в поддержку анархического движения, создавая классическую выставку анархистских принципов «Сейчас и потом: Азбука анархо-коммунизма». Страдая от болезней, Беркман покончил с собой в 1936 году.

## Биография

### Ранние годы
Овсей Осипович Беркман родился в городе Вильне (на тот момент часть Российской Империи). Он был самым младшим из 4-х детей в богатой еврейской семье. В 1877 году отцу, Иоселю-Ицику Гиршевичу Беркману как купцу первой гильдии было разрешено покинуть черту оседлости — семья переехала в Санкт-Петербург. Вырос в Санкт-Петербурге, где начал пользоваться именем Александр. Семья Беркманов жила комфортной жизнью со слугами и дачей. Беркман ходил в гимназию, где получил классическое образование. В юности на Беркмана повлиял растущий радикализм, который был распространён среди рабочих в русской столице. В 1881 году школьные уроки Беркмана прервал взрыв бомбы, встряхнувший здание и убивший царя Александра II. В тот вечер дома, пока родители разговаривали вполголоса, Беркман узнал больше об убийстве от своего «Дяди Максима», народника Марка Натансона (брата матери Енты Ароновны Беркман):
Отец взглянул на мать строго, укоризненно, и Максим был необычно тихий, но его лицо казалось сияющим, глаза непривычно блестели. Ночью, наедине со мной в спальне он бросился к моей кровати, встал на колени, обнял меня и поцеловал, потом плакал, потом снова поцеловал. Его дикость напугала меня. «Что такое, Максимочка?» Я приглушённо дышал. Он бегал туда-сюда по комнате, целуя меня и бормоча: «Великолепно, великолепно! Победа!». Сквозь рыдания, торжественно посвящая меня в тайну, он прошептал таинственные, внушающие страх слова: «Воля людей! — тирана больше нет — Свободная Россия!»Из разговора услышанного юным Александром Беркманом. Марк Натансон
Когда Беркману было 15, умер его отец, а год спустя умерла мать. В феврале 1888 года Беркман уехал в США.

### Нью-Йорк
Вскоре после приезда в Нью-Йорк Беркман стал анархистом, вступив в группы, сформированные для освобождения мужчин, признанных виновными в бомбёжке Хеймаркет в 1886 году. Вскоре он оказался под влиянием Иоганна Моста, самого знаменитого анархиста США и адвоката пропаганды дела — аттентат, или насилие, выполненное для того, чтобы призвать массы к восстанию. Беркман стал наборщиком газеты Моста «Свобода».
В Нью-Йорке Беркман встретил и закрутил роман с Эммой Гольдман, ещё одной иммигранткой из России. Они переехали в коммунальную квартиру с его кузеном Модестом «Федей» Стейном и подругой Эммы Хелен Минкин. Хоть их отношения и пережили многочисленные трудности, Беркман и Голдман сохраняли близкую связь в течение многих десятилетий и были объединены своими анархистскими принципами и приверженностью к личному равенству.
Беркман в конечном счёте порвал с Мостом и присоединился к другой публикации: «Автономия», но он оставался преданным понятию насилия как инструмента для вдохновляющего революционного изменения.

### «Аттентат»: покушение на убийство Генри Клея Фрика
Беркман и Гольдман получили свою первую возможность политического действия в Забастовке фермы. В июне 1892 года рабочие сталелитейного завода на Пенсильванской ферме были заперты, когда переговоры между Металлургической компанией Карнеги и Соединенной Ассоциацией Железа и Сталелитейщиков потерпели неудачу. Генри Клей Фрик, менеджер фабрики, нанял 300 вооружённых охранников Детективного агентства Пинкертон, чтобы сломать кордоны пикетов союза. Когда утром 6 июля Пинкертонские охранники пришли на фабрику, разразилась вооружённая борьба. 9 членов профсоюза и 7 охранников были убиты в этой борьбе, которая длилась 12 часов.

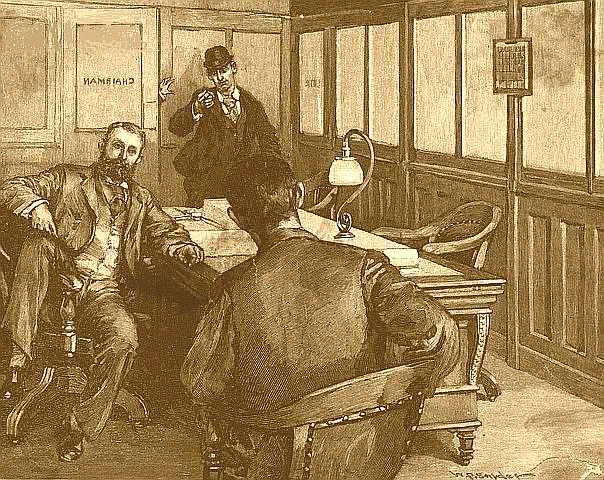
Неудачное покушение Беркмана на Генри Клея Фрика.

Газеты по всей стране защищали членов профсоюза, и Беркман и Эмма Гольдман решили убить Фрика. Беркман верил, что убийство пробудит рабочий класс и заставит его объединиться и восстать против капиталистической системы. Беркман планировал убить Фрика и после этого покончить с собой; роль Гольдман заключалась в объяснении мотивов смерти Беркмана. Беркман попытался сделать бомбу, но когда всё провалилось, он поехал в Питсбург, где купил пистолет и приличный костюм.
23 июля Беркман, вооружённый пистолетом и заострённым стальным напильником, ворвался в офис Фрика. Он три раза выстрелил во Фрика, потом сцепился с ним и нанёс удар в ногу. Группа рабочих пришла спасти Фрика и избила Беркмана до потери сознания. Он был признан виновным в покушении на убийство и получил 22-летний тюремный срок. Но при этом покушение Беркмана не смогло поднять массы: рабочие и анархисты также осудили попытку убийства.
Беркман отсидел 14 лет и был выпущен из тюрьмы 18 мая 1906 года. Эмма Гольдман встретила его на Детройтской железнодорожной платформе, и при виде его измождённой внешности «была охвачена ужасом и жалостью». Во время тюремного срока он стал замкнут, но изо всех сил пытался приспособиться к жизни «свободного человека». Стремясь социализироваться, Беркман согласился на совместное лекционное турне с Гольдман. Тур вызывал беспокойство и напряжение, и он купил пистолет в Кливленде, намереваясь убить себя. Но вместо этого он вернулся в Нью-Йорк, узнав, что Гольдман и другие активисты арестованы на митинге в поддержку Леона Чолгоша. Это нарушение свободы собраний побудило его к действию, и он объявил: «Моё восстановление… Я нашёл, что делать». Он работал, чтобы обеспечить их освобождение.
Вскоре Беркман присоединился к Эмме Гольдман, как к одной из лидирующих личностей анархистского движения США. С поддержкой Эммы Гольдман Беркман написал дневник своих тюремных лет «Тюремные воспоминания анархиста», который, по его словам, помог ему оправиться от тюремного опыта.

### Мать-земля и Центр Феррера

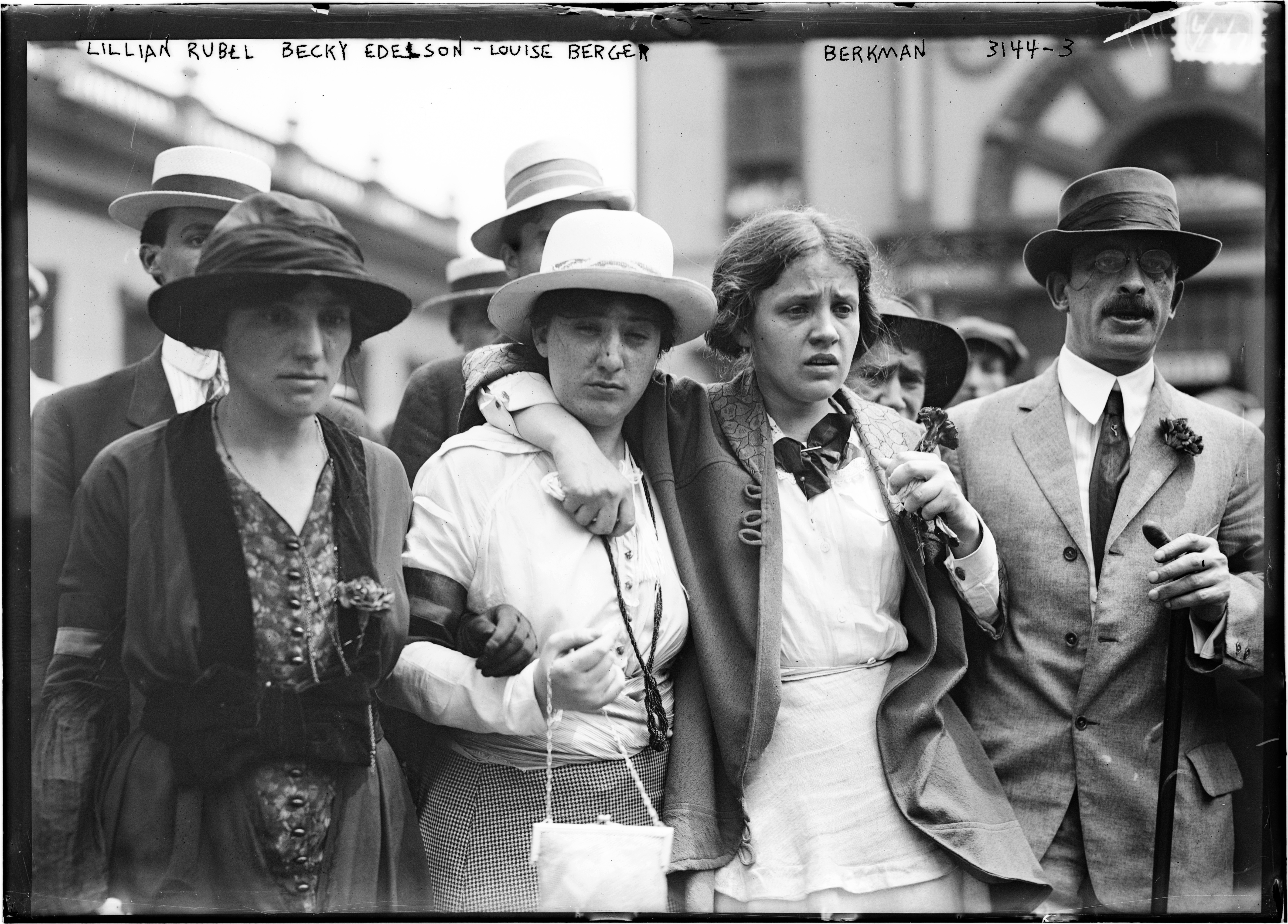
Беки Эдельсон (вторая слева), Александр Беркман (крайний справа)

С 1907 по 1915 год Беркман был редактором журнала Гольдман «Мать-земля». Под его руководством журнал был ведущим анархистским изданием США; редактирование было оживляющим опытом для Беркмана. Однако личные отношения с Гольдман колебались, и Беркман крутил роман с 15-летней анархисткой Беки Эдельсон.
В 1910—1911 году Беркман помог основать Центр Феррера в Нью-Йорке и был там одним из учителей. Центр Феррера, названный в честь испанского анархиста Франциско Феррера, включал в себя школу, которая приветствовала независимое мышление среди студентов. Центр Феррера также служил общественным центром для взрослых.

### Резня Ладлоу и бомбежкаЛексингтон-авеню
В сентябре 1913 года объединённые шахтёры нанесли удар компаниям добычи угля в Ладлоу, Колорадо. Самой крупной такой компанией была Колорадская компания топлива и железа — собственность семьи Рокфеллер. 20 апреля 1914 года Колорадская национальная гвардия напала на колонию атакующих шахтёров и их семьи, и в течение однодневной борьбы было убито 26 человек.
Во время борьбы Беркман организовал в Нью-Йорке демонстрации в поддержку шахтёров. В мае и июне он с другими анархистами провёл несколько протестов против Джона Ди Рокфеллера. Протесты в конечном счёте переместились из Нью-Йорка в дом Рокфеллера в Тэрритауне, Нью-Йорк, и окончились побоями, арестами и заключениями многих анархистов. Мощный полицейский ответ на протесты Тарритауна привёл к бомбовому заговору между несколькими анархистами Центра Феррера.
В июле 3 партнёра Беркмана — Чарльз Берг, Артур Карон и Карл Хансон — начали собирать динамит, храня его в квартире другой заговорщицы, Луизы Бергер. Некоторые источники, включая Чарльза Планкетта, одного из выживших заговорщиков, говорят, что Беркман был главным, самым старшим и опытным членом группы. Позже Беркман отрицал любую причастность или знание об этом плане.

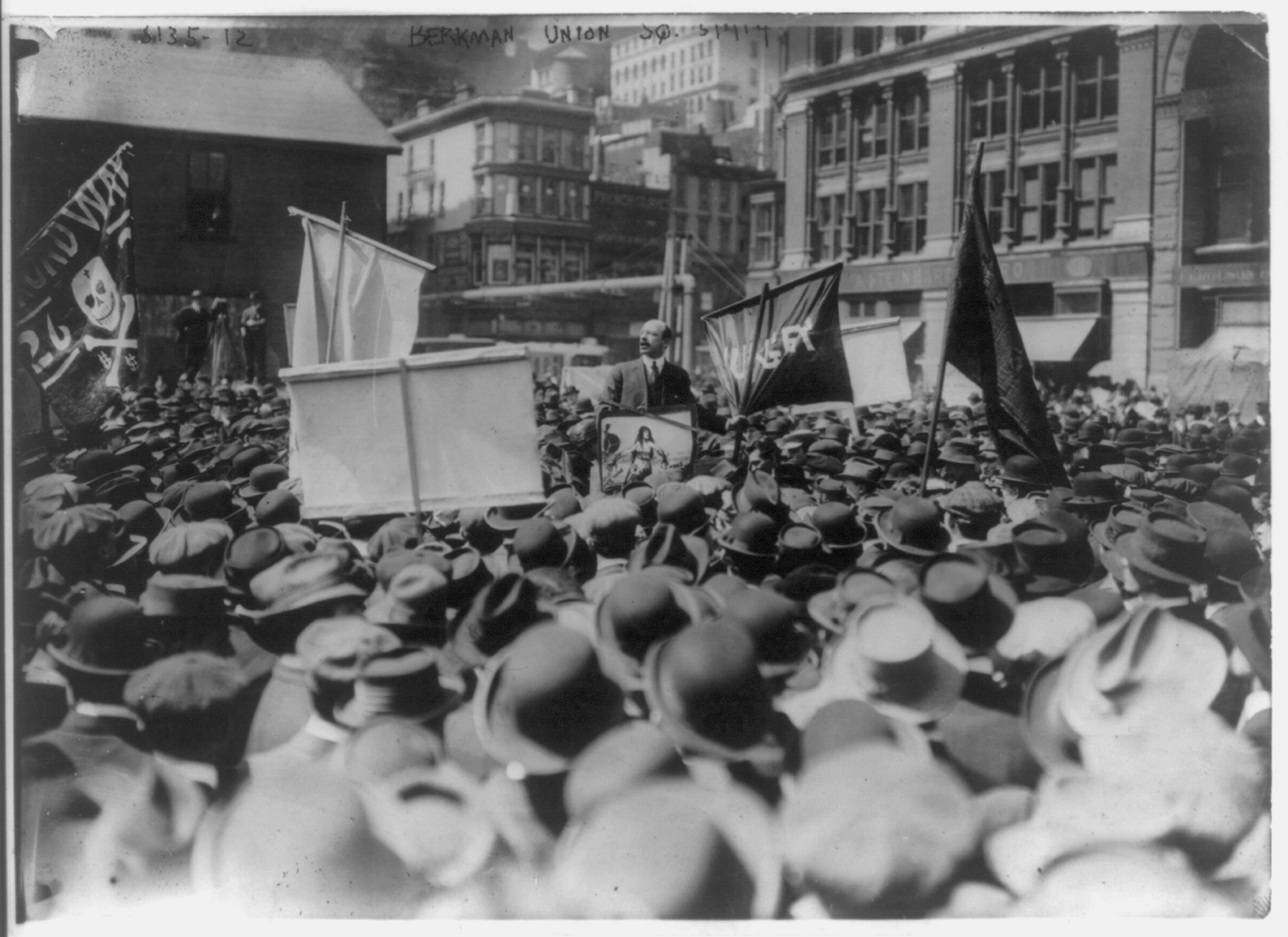
Беркман на митинге 1 мая в Нью-Йорке, Юнион-сквер, 1914 год.

4 июля в 9 утра Бергер вышла из квартиры и пошла в офис «Мать-Земля». 15 мин спустя в квартире раздался смертельный взрыв. Бомба взорвалась преждевременно, встряхнув шестую часть здания арендуемой квартиры Бергер, разрушив 3 верхних этажа и убив Берга, Карона, Хансона и женщину Мари Чавес, которая, очевидно, не была вовлечена в заговор. Беркман устроил похороны погибших.

### Взрыв и День готовности бомбёжки
В конце 1915 года Беркман уехал из Нью-Йорка в Калифорнию. В следующем году он начал издавать свой с обственный анархистский журнал «Взрыв» в Сан-Франциско. В течение 18 месяцев публикации «Взрыв» расценивался вторым анархистским журналом по влиянию среди анархистов США, уступая только «Мать-Земля».
22 июля 1916 года в Сан-Франциско во время Парада дня готовности взорвалась бомба, убившая 10 человек и ранившая 40. Полиция подозревала Беркмана, хотя не было никаких доказательств, и в конечном счете их расследование остановилось на двух местных трудовых активистах: Томасе Муни и Варрене Биллингсе. И хотя ни Муни, ни Биллингс не были анархистами, Беркман оказал им помощь, подняв фонд защиты, наняв адвокатов и начав национальную кампанию. Муни и Биллингс были признаны виновными: Муни приговорён к смерти, а Биллингс — к пожизненному заключению. Беркман призывал русских анархистов протестовать возле американского посольства в Петрограде во время Российской революции, которая заставила президента США Вудро Вильсона попросить Калифорнийского губернатора отложить смертный приговор Муни. Когда губернатор неохотно сделал это, он сказал, что «пропаганда имени Муни, согласно обрисованному в общих чертах плану Беркмана, была настолько эффективна, что достигла мирового масштаба». Биллингс и Муни были прощены в 1939 году.

### Первая мировая война
В 1917 году США настигла Первая мировая война, и Конгресс США подписал Закон об избирательной службе 1917 года (англ. Selective Service Act of 1917), который обязывал всех мужчин в возрасте 21-30 лет зарегистрироваться для воинской повинности. Беркман вернулся в Нью-Йорк, где вместе с Гольдман организовал Лигу против воинской повинности Нью-Йорка, которая объявила: «Мы выступаем против воинской повинности, потому что мы — интернационалисты, антимилитаристы, и настроены против всех войн, устраиваемых капиталистическими правительствами». Организация была в центре деятельности активного антипроекта, и её главы были установлены в других городах. Лига против повинности сменила общественные встречи на распространение брошюр после того, как полиция начала срывать публичные мероприятия в поисках молодых людей, которые не зарегистрировались для проекта.
Беркман и Гольдман были арестованы во время набегов на их офисы 15 июня 1917 года, когда полиция захватила «груз фургона анархистских отчетов и пропагандистского материала». Они были обвинены согласно закону о Шпионаже 1917 года в «заговоре побудить людей не регистрироваться», и держались на залоге в $25000 каждый.

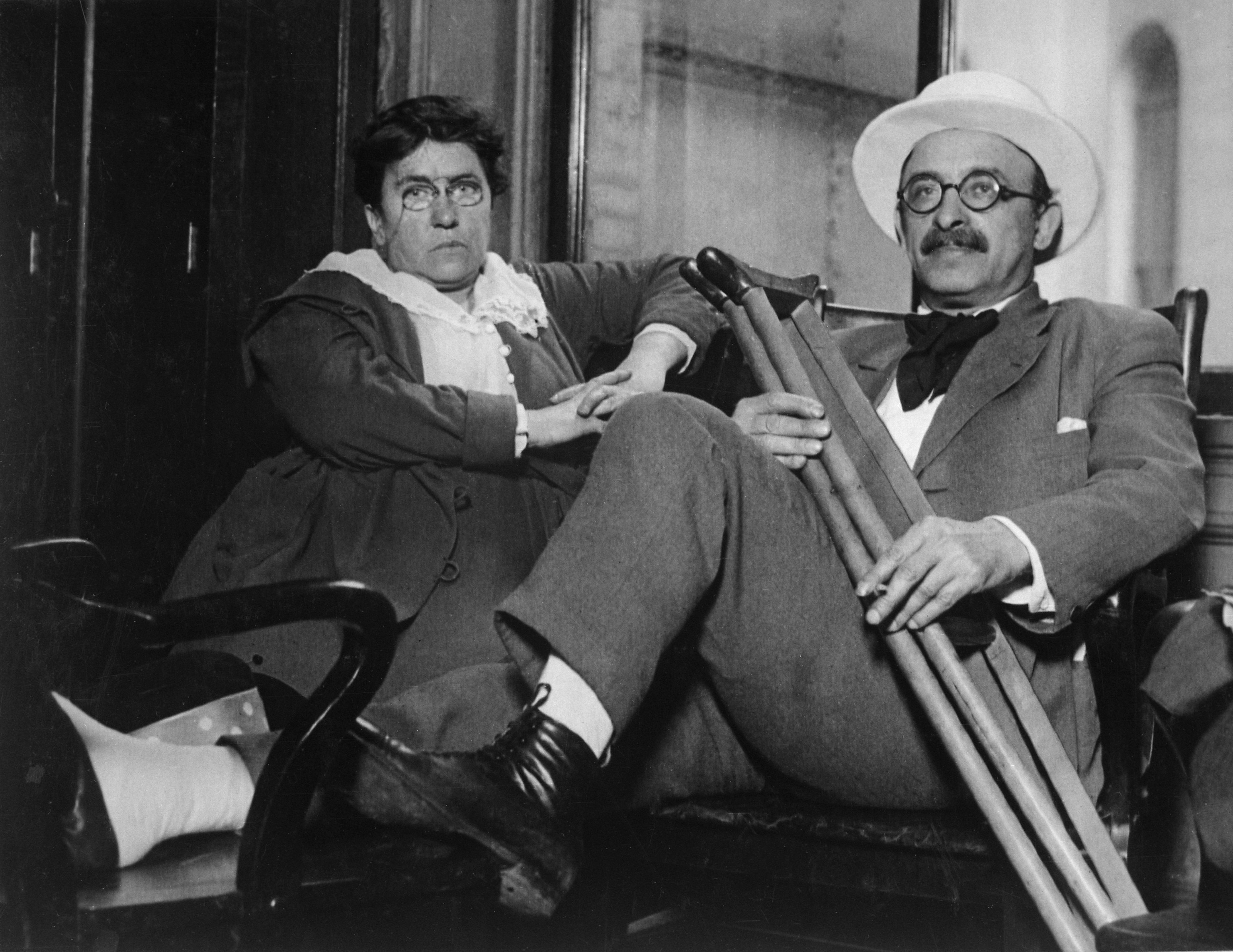
Беркман и Гольдман в 1917 году, после суда.

Беркман и Гольдман сами защищались во время суда. Беркман обратился к Первой Поправке, спрашивая, как правительство могло утверждать, что боролось за «свободу и демократию» в Европе, подавляя свободу слова дома:
Объявите ли всему миру вы, приносящие свободу и демократию в Европу, что не имеете никакой свободы здесь, что вы, борющиеся за демократию в Германии, подавляете демократию прямо здесь, в Нью-Йорке, в США? Собираетесь ли вы подавлять свободу слова и свободу в целом в этой стране и продолжать утверждать, что любите свободу настолько, что будете бороться за неё за 5000 миль отсюда?Александр Беркман в суде
Суд признал их виновными, и судья Джулиус Маршвец Мэйер наложил максимальное наказание: 2-летнее заключение, штраф в размере 10 000$ и возможность высылки после их выпуска из тюрьмы. Беркман отбывал наказание в федеральной исправительно-трудовой колонии Атланты, 7 месяцев которого провёл в одиночной камере за возражения при избиении других обитателей камеры. Когда Беркмана выпустили 1 октября 1919 года, он выглядел «измученным и бледным»; по словам Гольдман, 21 месяц отбывания в Атланте отразился на Беркмане намного хуже, чем 14-летнее лишение свободы в Пенсильвании.

### Россия
Беркман и Гольдман были выпущены в разгаре первой американской Красной Паники. Российская революция 1917 года, во главе которой были большевики, была с враждебностью встречена американским истеблишментом, в ответ начавшим «охоту на ведьм», направленную против радикалов и мигрантов. Общий разведывательный отдел американского министерства юстиции, во главе с Джоном Эдгаром Гувером и под управлением генерального прокурора Александра Митчелла Палмера, начал серию набегов с целью арестовать левых. Пока Беркман и Гольдман были в тюрьме, Гувер написал: «Эмма Гольдман и Александр Беркман, без сомнений, самые опасные анархисты этой страны, и если им будет позволено вернуться в общество, это приведет к неоправданному вреду». Согласно Анархистскому закону об исключении 1918 года (en:Anarchist Exclusion Act), государство депортировало Беркмана, который никогда не подавался на американское гражданство, вместе с Гольдман и 200 другими в Россию на пароходе UST Buford.

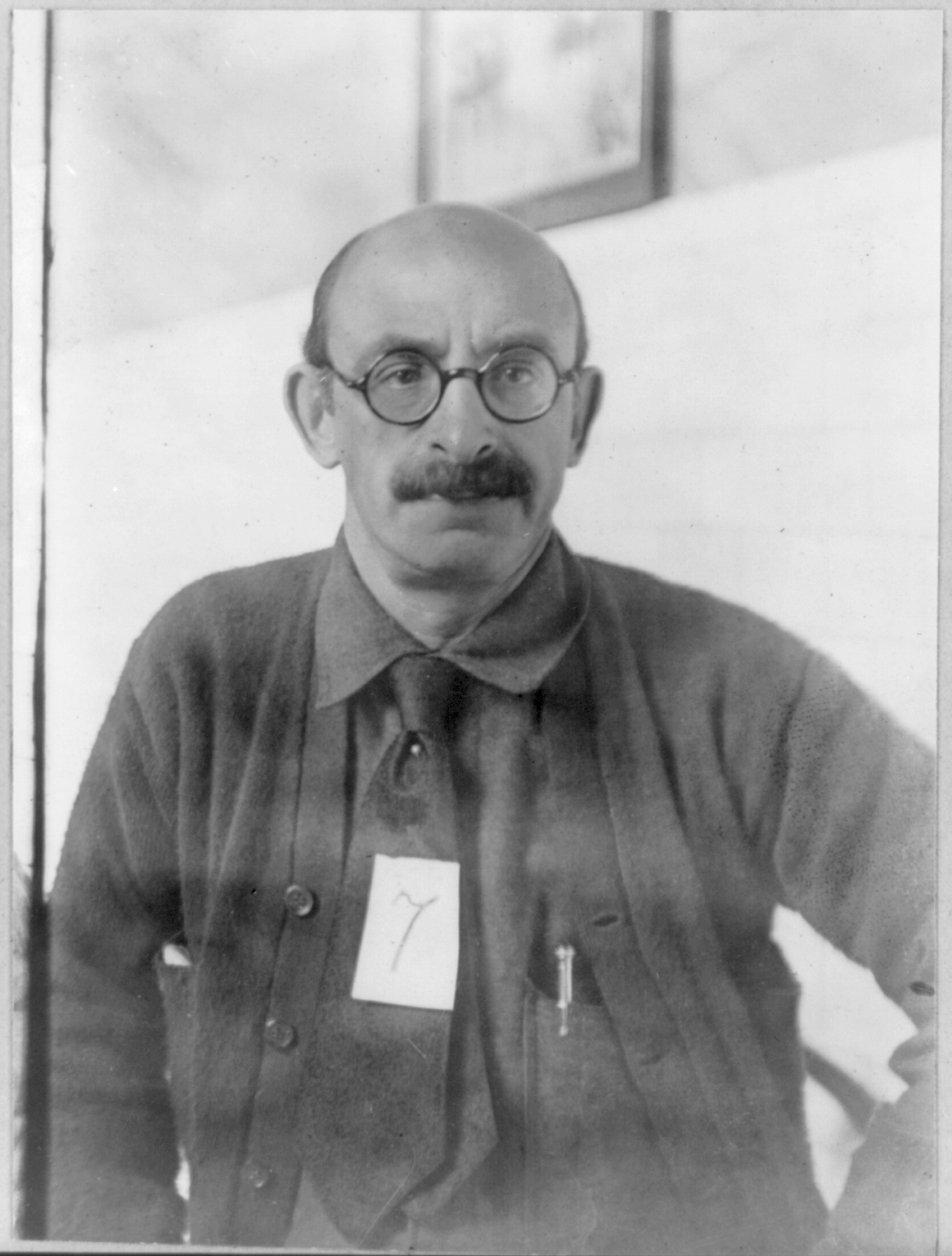
Беркман в 1919 году, накануне своей депортации.

На прощальном банкете в Чикаго Беркман и Гольдман услышали новость о смерти Генри Клея Фрика, которого Беркман пытался убить более 25 лет назад. Когда репортёр попросил Беркмана прокомментировать это, он сказал: «Фрика забрал Бог».
Начальная реакция Беркмана на большевистскую революцию была восторженной. Впервые услышав об их перевороте, он объявил: «Это счастливейший момент моей жизни». Ещё он написал, что большевики были «выражением самого фундаментального желания человеческой души». Прибытие в Россию вызвало в Беркмане бурные эмоции, и он описал это как «величайший день его жизни», превосходящий даже его выход после 14 лет тюрьмы.
Беркман и Гольдман большую часть 1920 года путешествовали по России и собирали материалы для предложенного Музея Революции. Путешествуя по стране, они столкнулись с репрессиями, неумелым руководством и коррупцией, вместо равенства и полномочий рабочих, о которых они мечтали. Тех, кто сомневался в правительстве, демонизировали как контрреволюционеров, и рабочие трудились в суровых условиях. Они встретились с Владимиром Лениным, который убеждал их, что правительственное подавление привилегий прессы было оправдано. «Когда революция вне опасности», — говорил он им, — «тогда можно и баловаться свободой слова».
В марте 1921 года в Петрограде разразились забастовки, когда рабочие выступали за лучшее продовольственное обеспечение и большую автономию для их союзов. Беркман и Гольдман поддержали бастующих, написав: «Молчать сейчас невозможно, даже преступно». Волнение распространилось к порту Кронштадта, где Лев Троцкий приказал принять военные меры. В последующем сражении были убиты 600 моряков, более 2000 арестованы; из 1500 советских военнослужащих умерло 500. После этих событий Беркман и Гольдман решили, что в этой стране для них нет будущего. Беркман написал в своём дневнике:
Серые мимолётные дни. Один за другим вымерли тлеющие угольки надежды. Террор и деспотизм сокрушили жизнь, родившуюся в октябре… Диктатура растаптывает массы под ногой. Революция мертва; её дух кричит в дикой местности…Я решил покинуть Россию.Беркман в своём дневнике
Беркман и Гольдман покинули страну в декабре 1921 года и через Ригу поехали в Берлин на несколько лет. Почти сразу Беркман начал писать ряд брошюр о российской революции. «Русская трагедия», «Российская революция и коммунистическая партия» и «Кронштадтское восстание» были опубликованы летом 1922 года.
Беркман планировал написать книгу о своем опыте в России, но отложил её, пока помогал Гольдман в написании аналогичной книги, используя в качестве источников собранные им материалы.. Работа над книгой Гольдман «Мои два года в России» была закончена в декабре 1922 года, и книга была опубликована в 2 частях с названиями, которые выбирала не она: «Мое разочарование в России» (1923) и «Моё дальнейшее разочарование в России» (1924). Беркман работал над своей книгой «Большевистский миф» на протяжении 1923 года, она была опубликована в январе 1925 года.

### Последние годы и смерть
Беркман приехал во Францию в 1925 году. Он организовал фонд для пожилых анархистов, таких как Себастьян Фор, Эррико Малатеста и Макс Неттлау. Он продолжал бороться от имени анархистских заключенных в Советском Союзе и устроил публикацию «Писем из российских тюрем», детализируя их преследование.
В 1926 году Еврейская анархистская федерация Нью-Йорка попросила Беркмана написать введение в анархизм, предназначенное для широкой публики. Представляя принципы анархизма на простом языке, нью-йоркские анархисты надеялись, что читателей можно было бы склонить к поддержке движения или, как минимум, что книга могла бы улучшить изображение анархизма и анархистов в глазах общественности. Беркман написал «Сейчас и после: азбука анархо-коммунизма», которая впервые была опубликована в 1929 году и с того момента много раз перепечатывалась (часто под названием «Что такое анархо-коммунизм?» или «Что такое анархизм?»). Анархист и историк Пол Аврич описал «Сейчас и после» как «самое ясное представление анархо-коммунизма на английском или любом другом языке».
Беркман провёл свои последние годы, зарабатывая на жизнь в качестве редактора и переводчика. В 1930-х годах его здоровье начало ухудшаться, и он перенёс две неудачные операции из-за заболевания простаты в начале 1936 года. Испытывая постоянные боли, вынужденный полагаться на финансовую помощь друзей и зависящий от ухода и заботы своей спутницы Эмми Экштейн, Беркман решил покончить жизнь самоубийством. Ранним утром 28 июня 1936 года, не выдержав физической боли от своей болезни, Беркман выстрелил в себя из пистолета, но ему не удалось сделать это чисто. Пуля пробила легкое и желудок, застряла в позвоночнике и парализовала его. Гольдман бросилась в Ниццу, чтобы быть рядом с ним. Днём он впал в кому, а в 10 часов ночи умер.
Беркман умер за несколько недель до начала Испанской революции — самого ясного в современной истории примера анархо-синдикалистской революции. В июле 1937 года Гольдман написала, что рассмотрение его принципов на практике в Испании «омолодило бы Беркмана и дало бы ему новую силу, новую надежду… Если бы он только прожил немного больше!»